# Based on a True Story
A Based on a True Story a Sick of It All kilencedik stúdióalbuma. 2010. április 20-án került piacra.

## Az album dalai
1. Death or Jail – 2:51
2. The Divide – 2:50
3. Dominated – 2:09
4. A Month of Sundays – 2:34
5. Braveheart – 0:45
6. Bent Outta Shape – 1:53
7. Lowest Common Denominator – 2:18
8. Good Cop – 2:29
9. Lifeline – 2:33
10. Watch It Burn – 2:34
11. Waiting for the Day – 2:25
12. Long as She's Standing – 2:34
13. Nobody Rules – 2:29
14. Dirty Money – 2:57